# Неа-Каликратия
Неа-Каликра́тия (греч. Νέα Καλλικράτεια) — малый город в Греции. Расположен на высоте 20 м над уровнем моря, в западной части полуострова Халкидики, на берегу залива Термаикос. Административно относится к общине Неа-Пропондида в периферийной единице Халкидики в периферии Центральная Македония. Площадь 24,025 км². Население 7238 человек по переписи 2011 года.
Церковно подчиняется Кассандрийской митрополии, покровительница — Параскева Сербская.

## История

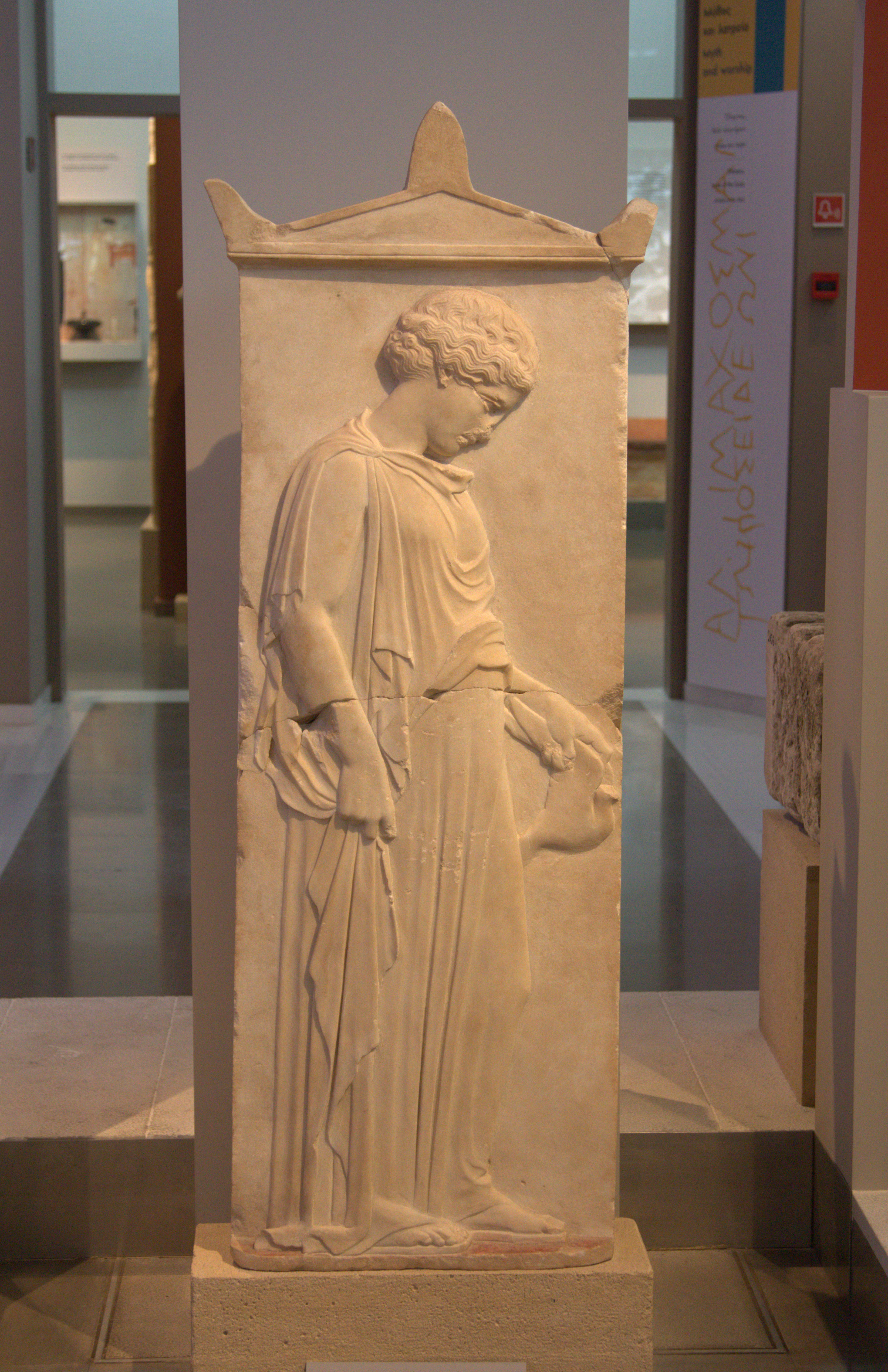
Стела из Неа-Каликратии

В области Неа-Каликратии найдена погребальная стела, на которой изображена девочка с голубем в левой руке. Стела датируется 440 годом до н. э. и хранится в Археологическом музее Салоник.
Территория города принадлежала афонскому монастырю Ксенофонт.
Современный город основан после греко-турецкого обмена населением в 1922 году беженцами из фракийского города Калликратия (ныне Мимарсинан). До 1926 года назывался Метохи-Цали (Μετόχι Τσαλή).

## Климат
Климат в Неа-Калликратии умеренный. Среднегодовая температура составляет 17 °C. Самый тёплый месяц — июль, когда средний показатель составляет 30 °C. А самый холодный месяц — январь (средняя температура — 6 °C). Среднегодовой показатель осадков — 728 миллиметров. Самый дождливый месяц — декабрь (в среднем — 113 мм осадков), самый сухой — август со средним показателем в 18 мм.

## Общество

### Общая характеристика
Основные занятия жителей — туризм, рыболовство и сельское хозяйство.

### Образование
В городе есть 3 детских сада, 2 начальные школы, 1 гимназия, 1 лицей.

### Здравоохранение
В Неа-Калликратии присутствует центр здравоохранения.

## Спорт
В городе существует спортивный клуб с гандбольной, баскетбольной и волейбольной секциями.

## Экономика

### Сервис и торговля
В городе расположены продуктовые магазины сетей LIDL, Masoutis и Discount Markt. Также присутствуют местные магазины (например, KREATON).
Так как Неа-Калликратия — туристический город, то в нём расположено более 5 сувенирных магазинов, более 100 отелей и около 20 ресторанов. Самые популярные рестораны — Таверна «Дельфины» и «В гостях у Антони».
По вторникам в городе проводится ярмарка, на которой местные жители торгуют одеждой, овощами, фруктами, морепродуктами, сувенирами и многим другим.
В городе также присутствует KEP — аналог российского МФЦ.

### Связь
В Неа-Калликратии находится офис OTE — крупнейшей греческой телекоммуникационной компании.

## Достопримечательности
Главная достопримечательность Неа-Калликратии — Храм Святой Параскевы. Он часто изображается на сувенирной продукции, посвящённой городу. Храм расположен неподалёку от главной туристической улицы. Каждый вечер в храме проводятся службы, на которые приходит большое количество местных жителей.

## Население
| Год  | Население, человек |
| ---- | ------------------ |
| 1991 | 3631               |
| 2001 | 4739               |
| 2011 | ↗ 7238             |